# Wappen von Lanzarote

Wappen von Lanzarote seit dem 9. Juli 1964

Das Wappen von Lanzarote wurde in seinem Dekret 2217/1964 vom 9. Juli 1964 von Francisco Franco offiziell bestätigt. Dieses Dekret wurde am 29. Juli 1964 im Boletín Oficial del Estado veröffentlicht.

## Beschreibung
In der Heraldik werden die Bezeichnungen rechts und links grundsätzlich aus der Sicht der Person verwendet, die den Schild vor sich her tragen würde, also entgegengesetzt zur Sicht des Betrachters.
Im roten Wappenschild stehen pfahlweise zwei goldene Kessel. Der Schild ist von einem ebenfalls roten Rand umgeben, der mit 12 weiteren goldenen Kesseln in der Anordnung 4:2:2:4 belegt ist. Auf dem Schild liegt die offene Krone eines Marqués. Laut der offiziellen Wappenbeschreibung müssten die Kessel alle von Gold und Schwarz geschacht (jaqueladas) sein, sie wurden aber wohl nie anders als rein golden dargestellt. Damit ähnelt das Wappen sehr stark demjenigen der Nachbarinsel La Gomera, das sich nur durch den goldenen Faden zwischen Schild und Schildrand und die Rangkrone (Graf statt Marqués) unterscheidet.

## Historische Herkunft der Wappenbestandteile
Das Wappen basiert auf dem Wappen der Familie Herrera, die durch die Heirat von Diego García de Herrera (* um 1420 in Burgos; † 22. Juni 1485 in Betancuria) mit der Titelerbin Inés Peraza die Herrschaft über alle Kanarischen Inseln erwarb. 1477 schloss dieser mit der spanischen Krone einen Vergleich, in dem die Inseln Gran Canaria, La Palma und Teneriffa an die Krone fielen, El Hierro, Fuerteventura, La Gomera und Lanzarote aber unter der Herrschaft der Herrera verblieben. Nachdem Diego García und Inés 1502 ihr Erbe aufgeteilt und für ihren dritten Sohn Sancho de Herrera die Señorío de Lanzarote y Fuerteventura geschaffen hatten, gelang es dessen Enkel Agustín de Herrera y Rojas von König Philipp II. zunächst am 9. September 1567 den Titel eines Grafen und dann am 1. Mai 1584 denjenigen eines Marqués von Lanzarote zu erhalten, was ihm die Rangkrone eintrug, die im heutigen Wappen erscheint. Der Titel blieb nur bis 1632 in der Familie Herrera, existiert in Spanien aber bis heute. Die goldenen Kessel symbolisieren den Reichtum eines adeligen Haushalts.